# Emilio Bestetti
Emilio Bestétti (Milà, 1870 - Milà, 1954) va ser un editor i un intel·lectual italià.
Bestetti va aprendre les seves primeres nocions de pintura de Giuseppe Barbaglia. El 1916 va exposar a l'exposició de l'Autoretrat de la família artística de Milà. Va fer la millor còpia del món de l'Últim Sopar de Leonardo, cedint-la en préstec per utilitzar-la a la Sagristia de l'Església on es guarda l'Últim Sopar de Milà.
De jove era un lector voraç. El 1906 va fundar amb Calogero Tumminelli l'editorial d'art «Bestetti e Tumminelli».
Bestetti encara estudiant va fundar l'editorial Bestetti i T., especialitzada en publicacions d'art; va imprimir les revistes Dedalo, dirigida per Ugo Ojetti, i Architettura e arti decorative, dirigida per M. Piacentini i G. Giovannoni; Amb G. Treccani va finançar, estudiar i executar el pla editorial de l'Enciclopèdia Italiana. La riquesa il·lustrativa, que constitueix una característica essencial, es deu principalment al seu projecte.
Després de 1946, amb el seu net Carlo Bestétti i amb esforços de distribució i difusió va esdevenir una de les cases editorials europees del major prestigi intel·lectual en el món de l'art, va fer grans descobriments d'escriptors italians (Gabriele D'Annunzio, Ugo Ojetti, i artistes com | Giorgio De Chirico, Gregorio Sciltian, Renato Guttuso, Mario Sironi, Massimo Campigli, Carlo Carrà, Marcello Piacentini, Gustavo Giovannoni, grans financers i banquers com Amedeo Natoli, pare de la moderna assegurances i reassegurances a Europa, d'assaig (Saggi) són molt importants, o de la banca Filippo Cremonesi entre molts altres.

## Exposicions
- Autoritratto, Famiglia Artistica Milanese, Milano, 1916